# 和田重
和田 重（わだ しげる、1990年〈平成2年〉2月13日- ) は、日本の俳優。京都府綾部市出身。ヴィヴィアン所属。

## 略歴
2008年、関西学院大学法学部在学中に大学の演劇サークルにて役者を始める。関西の劇団でアンサンブル・キャストとして下積みをしながら大学を卒業。上京後3年半の付き人期間を経て、2015年、テレビ東京水曜ミステリー9「 信州山岳刑事 道原伝吉３」にてテレビデビュー。
2019年にはNHK大河ドラマ「いだてん」、2022年からはNHK WORLD「Easy Japanese for Work」に3年間準レギュラーとして出演。その他CMにも出演している。
2024年、主演3本を含む12本の映画に出演、公開を控えている。

## 人物
趣味は俳句、特技は殺陣・アクション。
殺陣は高瀬道場で稽古を積み日俳連アクションライセンスの「殺陣上級」を取得。日本舞踊と合気道の経験もある。俳句は夏井いつき氏の「2021年版365日季語手帖」で“秀作“に選ばれ2句が掲載。他に世界遺産検定4級、合気道一級、普通自動車免許などを所持している。
京都府北部の自然豊かな里山で野球やテニスをしながら活発な少年時代を過ごす。両親の影響でテレビや映画もよく見ており、大人になったらこの夢のある世界で生きていきたいと思うようになる。

中学時代はバスケットボール部でキャプテンを務め、高校時代には先生に勧められ生徒会長を務めるなど、皆の真ん中にいるのが好きな子供だった。
NHK WORLDの日本語番組では「和田君がいると現場が明るくなる」と言われ、他の登場キャストが入れ替わる中唯一初回から3年間レギュラー出演をした。日本が明るく元気になる作品や番組を作っていきたいと俳優活動を続けている。
好きなアーティストはサザンオールスターズ。ただチケットは一度も当たったことがない。好きな番組は「さんま・玉緒のお年玉あんたの夢をかなえたろか 」と「はじめてのおつかい」。好きなドラマは「北の国から」。
ボールペン字講座をしていたおかげで字がきれいである。子供の頃親が食べさせすぎた影響で甲殻類が苦手になった。オリンピック、高い所、SF・ファンタジー作品が好きである。

## 出演

### 映画
- 昭和最強高校伝 國士参上!! （2016年、高瀬将嗣 監督） - 東千代人 役
- 金曜物語[8]（2023年） - 主演・倉戸照男 役
- 笑う門（2023年） - 今井遥 役
- 想いをあなたに（2024年） - 主演・元陸上選手 役
- こけおどし（2024年） - 牧田金治 役
- Lost and Found[9]（2024年） - 主演・高橋翔太 役
- 春が来た（2024年） - 大和 役
- 南極に行きたい（2024年） - 主演・潮田先生 役
- YELLOW FEVER（2024年） - 報道キャスター 役
- 小島家のあの日[10]（2024年） - 小島優人 役
- リミナル[11]（2025年） - 川村先生 役
- NOVA（2025年、寺田悠真 監督） - 奈良田 役
- 山茶花のように（2025年、辻陸 監督）- 廉 役
- シュレーディンガーの恋人（2025年公開予定） - 施設担当者 前川 役
- K.A.F.K.A.[12]（2025年公開予定） - シラサキ 役

### ドラマ
- 信州山岳刑事 道原伝吉3（2015年、テレビ東京 水曜ﾐｽﾃﾘｰ9） - 警官Ａ 役
- 山本周五郎時代劇 武士の魂 第1話「大将首」[13]（2018年、BSテレ東） - 大横田采女 役
- いだてん（2019年、NHK大河ﾄﾞﾗﾏ） - 天狗倶楽部メンバー役[2]
- Easy Japanese for Work（2019年1月～ 2022年5月、NHK WORLD） - 3年間 レギュラー出演[14]

### CM
- 読売新聞 VP 主演 営業マン役
- NTT西日本 「 with you 2020 」篇
- ウエムラグループ　Ｕのトビラ『守る』篇 『ワンストップサービス』篇 メイン 営業マン役
- 日本製紙クレシア「スコッティ フラワーブランド」メイン 父親役
- SUUMO 旭化成ホームズ「アトラスタワー小平小川」
- SharkNINJA 『Ready? Blast! 結婚式篇』メイン 新郎役
- 秀英予備校 メイン 先生役

### 舞台
- 伊藤えん魔ﾌﾟﾛﾃﾞｭｰｽ「蒲田行進曲」（2011年、シアターKASSAI - 岩崎 役
- 伊藤えん魔ﾌﾟﾛﾃﾞｭｰｽ「ビリィ・ザ・キッド」（2012年、ABCホール) - テツロー 役
- 末満健一ﾌﾟﾛﾃﾞｭｰｽ「TRINITY THE TRUMP」（2012年、HEP HALL) -  モロー 役[15]
- 千両道化「蛇の遠吠え」（2019年、千本桜ホール) - 土方 役[16]